# Tonya Harding
Tonya Maxine Harding (* 12. November 1970 in Portland, Oregon; verheiratete Tonya Maxine Price), bekannt als Tonya Harding, ist eine ehemalige US-amerikanische Eiskunstläuferin, die im Einzellauf startete. Weltbekannt wurde Harding durch ihre Verbindung zu einem Attentat auf ihre Konkurrentin Nancy Kerrigan am 6. Januar 1994, weswegen sie später lebenslang gesperrt wurde. Ihre Geschichte wurde 2017 unter dem Titel I, Tonya verfilmt.

## Leben

### Herkunft und Jugend
Tonya Harding hatte einen bereits verstorbenen Halbbruder. Ihr Vater Albert litt unter gesundheitlichen Problemen, die es ihm zeitweise unmöglich machten, zu arbeiten. Harding behauptet, von ihrer Mutter misshandelt worden zu sein, was diese jedoch bestreitet. Tonya Harding litt seit ihrer Kindheit an Asthma. Sie begann früh mit dem Eislaufen und landete mit zwölf Jahren ihren ersten dreifachen Lutz. Ihre Mutter fertigte viele ihrer Kostüme. Die Schule brach Harding ab, bestand aber den mit einem Highschool-Abschluss vergleichbaren General Educational Development Test.

### Eiskunstlaufkarriere
1986 nahm Harding zum ersten Mal an den nationalen Meisterschaften teil und wurde Sechste. Ihre erste Medaille auf nationaler Ebene errang sie 1989 mit Bronze hinter Jill Trenary und Kristi Yamaguchi. 1991 wurde sie US-Meisterin. In diesem Wettbewerb landete sie einen dreifachen Axel, den ersten bei US-Meisterschaften in der Damenkonkurrenz. Bei ihrer ersten Weltmeisterschaft wurde sie anschließend in München Vizeweltmeisterin hinter ihrer Landsfrau Kristi Yamaguchi und vor ihrer Landsfrau Nancy Kerrigan. Es war das erste Mal, dass alle Medaillengewinner der Damenkonkurrenz einer Weltmeisterschaft aus demselben Land kamen. Bei dieser Weltmeisterschaft stand sie in der Kür als erste US-Amerikanerin und zweite Frau überhaupt nach Midori Itō einen dreifachen Axel. Nach 1991 stand sie keinen dreifachen Axel mehr. 1992 qualifizierte sie sich als Dritte bei den nationalen Meisterschaften aber wieder für internationale Turniere. Bei den Olympischen Spielen 1992 in Albertville wurde sie Vierte und bei der Weltmeisterschaft 1992 Sechste. 1993 platzierte sie sich auf nationaler Ebene als Vierte und konnte sich nicht für die Weltmeisterschaft qualifizieren.

### Attentat auf Nancy Kerrigan
Weltbekannt wurde Harding durch ein Attentat am 6. Januar 1994 auf ihre Konkurrentin Nancy Kerrigan während des Trainings zur US-amerikanischen Meisterschaft. Ihr damaliger Ehemann, Jeff Gillooly, beauftragte und bezahlte den Attentäter für die Ausführung dieses Attentats. Dieser verletzte Nancy Kerrigan mit einer Eisenstange am Knie, die infolgedessen den Wettbewerb nicht fortsetzen konnte. Tonya Harding gewann die US-amerikanischen Meisterschaften 1994. Der Titel wurde ihr jedoch wieder aberkannt, nachdem ihre Verbindungen zum Attentat bekannt geworden waren. Sie wurde seitdem in der Öffentlichkeit als „Eishexe“ bezeichnet.
Die Ermittlungen wurden erst nach den Olympischen Winterspielen 1994 beendet, sodass Tonya Harding gegen den Widerstand des US-amerikanischen NOK ihre Teilnahme an den Olympischen Winterspielen gerichtlich durchsetzen konnte. Rechtskräftig verurteilt wurde sie lediglich wegen der Behinderung der Ermittlungen. Die Strafe war drei Jahre Freiheitsentzug auf Bewährung, 500 Stunden gemeinnützige Arbeit (Harding musste in einem Seniorenheim kochen und waschen) und eine Geldstrafe von 160.000 US-Dollar. Darüber hinaus spendete Harding nach eigenen Angaben freiwillig 50.000 US-Dollar. Tonya Harding wurde außerdem für alle Eiskunstlaufmeisterschaften lebenslang gesperrt.
Bis Ende 2017 bestritt Harding, etwas von den Plänen ihres Ex-Mannes gewusst zu haben. Im Januar 2018 räumte sie in einem Interview ein, dass sie von den Plänen etwas mitbekommen hatte: „Das muss so ein, zwei Monate vorher gewesen sein. Ich wusste, dass da etwas lief. Ich habe gehört, wie sie darüber geredet haben.“

### Leben nach dem Eiskunstlauf
Gemeinsam mit ihrem Ehemann Jeff Gillooly drehte Harding ein pornographisches „Hochzeitsvideo“, das er für 200.000 US-Dollar Vorschuss an das Erotikmagazin Penthouse verkaufte, angeblich ohne dass Harding davon wusste.
Am 22. Juni 1994 trat sie in Portland bei einer Show der damals tonangebenden mexikanischen Wrestling-Liga Asistencia Asesoría y Administración als Managerin des Wrestling-Studios Los Gringos Locos auf. Damit hatte sie ebenso wenig Erfolg wie mit einer Rolle in dem Low-Budget-Film Breakaway, der 1996 in die Kinos kam, und einem einmaligen Konzert als Sängerin ihrer Band The Golden Blades in Portland 1995.
Ende 1996 machte Harding Schlagzeilen in der Lokalpresse, weil sie die 81-jährige Alice Olson, die in einer Bar in Portland bewusstlos zusammengebrochen war, per Mund-zu-Mund-Beatmung wiederbelebte.
2002 und 2003 versuchte sich Harding als Boxerin, Catcherin und Eishockey-Spielerin. 2007 war sie im Nebenberuf als Autohändlerin tätig und übernahm für Freunde und Bekannte auch die Autopflege, trainierte Boxerinnen und gab „alle zwei Monate“ eine Autogrammstunde. Im März 2008 kommentierte sie für TruTV die Serie The Smoking Gun Presents: World's Dumbest.
Von 1995 bis 1996 war Harding mit Michael Smith verheiratet, lebte anschließend allein „tief im Wald“ in der Nähe eines 800-Seelen-Dorfes, wo sie angelte und auf die Jagd ging, und ehelichte am 23. Juni 2010 ihren dritten Ehemann Joseph Jens Price. Mit ihm hat sie einen Sohn, der am 19. Februar 2011 geboren wurde.

## Harding in Medien, Oper, Film und Literatur
Die Textdichterin Elizabeth Searle und die Komponistin Abigail Al-Doory machten aus dem Duell zwischen Tonya Harding und Nancy Kerrigan ihre Kammeroper Tonya and Nancy: The Opera, die im Mai 2006 an der Tufts University in der Regie von Meron Langsner uraufgeführt wurde.
Im Lied Tonya Harding der Band The Coathangers aus Atlanta geht es ebenso um das spektakuläre Attentat wie im Song Tonyas Twirls des US-Folkmusikers Loudon Wainwright III. auf dessen Album Social Studies (1999). Auch der Comedian und Musiker Weird Al Yankovic widmete mit Headline News (1994) eine seiner Parodien Tonya Harding.
Im Buch Women on Ice: Feminist Essays on the Tonya Harding/Nancy Kerrigan Spectacle (1995) wurde die mediale Vermarktung von Tonya Harding in mehreren Essays kritisch analysiert. Der Stern interviewte Harding im März 2007 für die Rubrik „Was macht eigentlich…?“. Dort sagte Harding über das Attentat auf Nancy Kerrigan: „Gott allein kennt die Antwort, was wirklich passiert ist. Ich wusste von dem Angriff auf Nancy nichts. Das hatte mein Ex-Mann allein eingefädelt. Den Ruf, ein Biest zu sein, werde ich aber nicht mehr los.“
In der Simpsons-Folge „Team Homer“ aus dem Jahr 1996 wird auf das Attentat angespielt: Moe Szyslak verletzt Charles Montgomery Burns mit einer Brechstange am Knie, damit dieser nicht am Bowling-Turnier starten kann.
Für eine Dokumentation des Nachrichtenportals Inside Edition sprach Harding im Mai 2012 über ihre neue Rolle als Mutter.
Der amerikanische TV-Sender NBC produzierte 2014 die Dokumentation Nancy & Tonya (Regie Mary Carillo).
Am 8. September 2017 hatte das Biopic I, Tonya von Craig Gillespie auf dem Filmfestival in Toronto Premiere. Die Titelrolle der Tonya Harding spielt Margot Robbie, die nach eigener Aussage zunächst nicht wusste, dass die Filmhandlung auf einer wahren Begebenheit beruht. Sebastian Stan ist als Jeff Gillooly zu sehen.
Kritiker lobten den Film, in dem Harding in einer Interview-Szene zu sehen ist, in der sie berichtet, als Kind und in ihrer ersten Ehe misshandelt worden zu sein, den schlimmsten Missbrauch aber durch die Medien und die Öffentlichkeit erlebt zu haben.
Der US-amerikanische Musiker Sufjan Stevens hat auf Asthmatic Kitty einen Song über Tonya Harding veröffentlicht.
In der 2. Staffel von American Dad gab es in der Episode Eine Braut für alle Fälle eine Anspielung auf das Attentat auf Nancy Kerrigan, wobei Roger bei einem Eiskunstlaufwettbewerb für Pärchen dem Partner eines Paares die Kniescheibe mit einer Eisenstange zertrümmert, um den Wettbewerb zu gewinnen.

## Ergebnisse
| Wettbewerb / Jahr                | 1986 | 1987 | 1988 | 1989 | 1990 | 1991 | 1992 | 1993 | 1994  |
| -------------------------------- | ---- | ---- | ---- | ---- | ---- | ---- | ---- | ---- | ----- |
| Olympische Winterspiele          |      |      |      |      |      |      | 4.   |      | 8.    |
| Weltmeisterschaften              |      |      |      |      |      | 2.   | 6.   |      |       |
| US-amerikanische Meisterschaften | 6.   | 5.   | 5.   | 3.   | 7.   | 1.   | 3.   | 4.   | (1.)* |

* Der Titel wurde ihr nachträglich wegen des Eisenstangenattentats auf ihre Konkurrentin Nancy Kerrigan aberkannt